# Nationalflagge

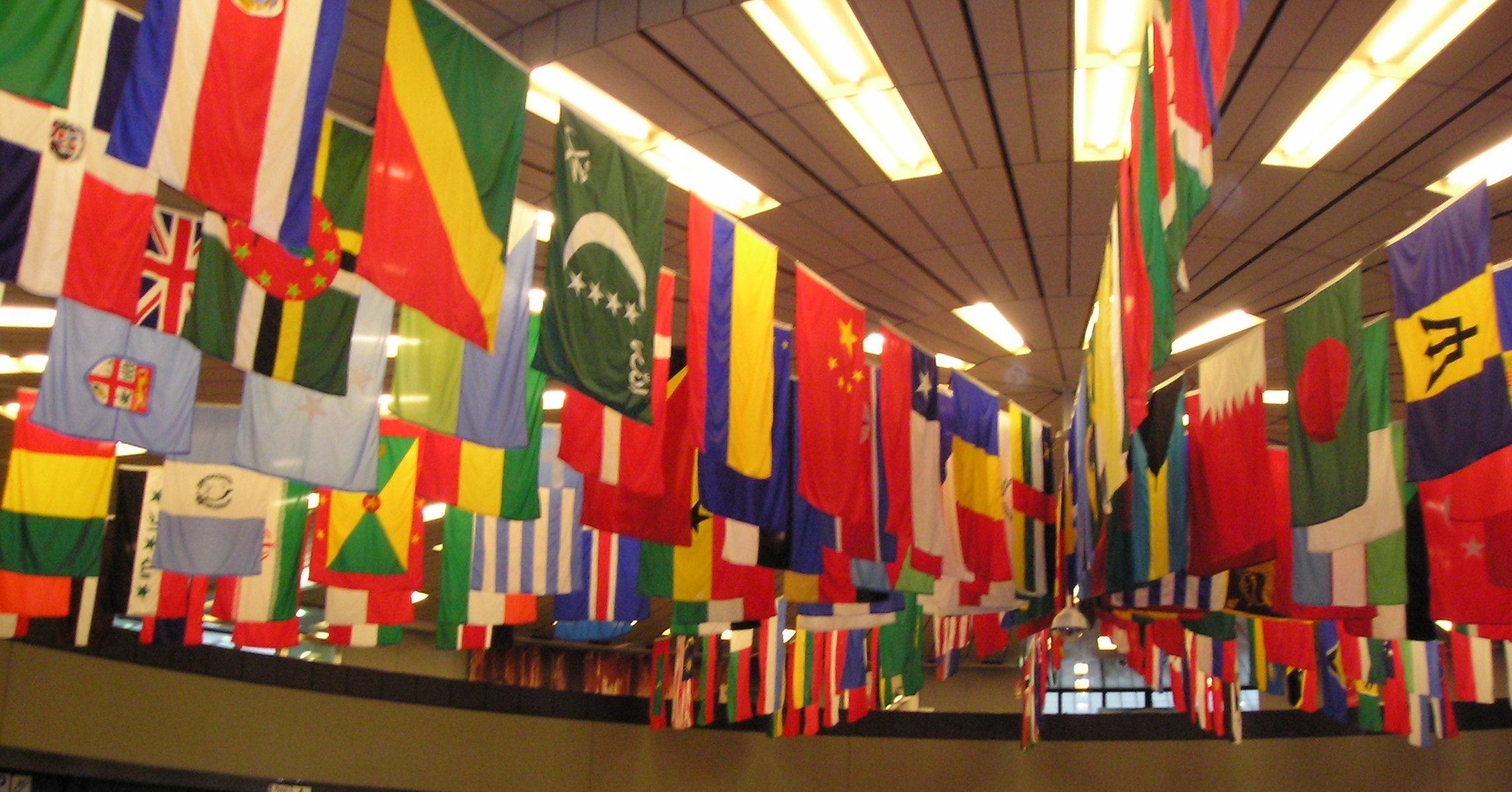
Nationalflaggen im UN-Hauptquartier Wien (Vienna International Centre)

Eine Nationalflagge symbolisiert als Flagge einen Staat, seine Selbständigkeit, Unabhängigkeit und Einheit. Sie sind mächtige symbolische Darstellungen von Nationen, da sie das Potenzial haben, Erzählungen über das historische und kulturelle Erbe einer nationalen Gemeinschaft zu verkörpern und zu verankern. Davon abgeleitet können sie auch für andere Eigenschaften des Landes stehen, wie etwa für dessen Landessprache, selbst wenn diese auch in anderen Ländern verwendet wird. Oft wird die Nationalflagge eingesetzt, um damit Besitzansprüche über ein Territorium zu demonstrieren, weswegen es zum Beispiel zum Flaggenstreit zwischen den USA und Panama 1964 kam.

## Geschichte

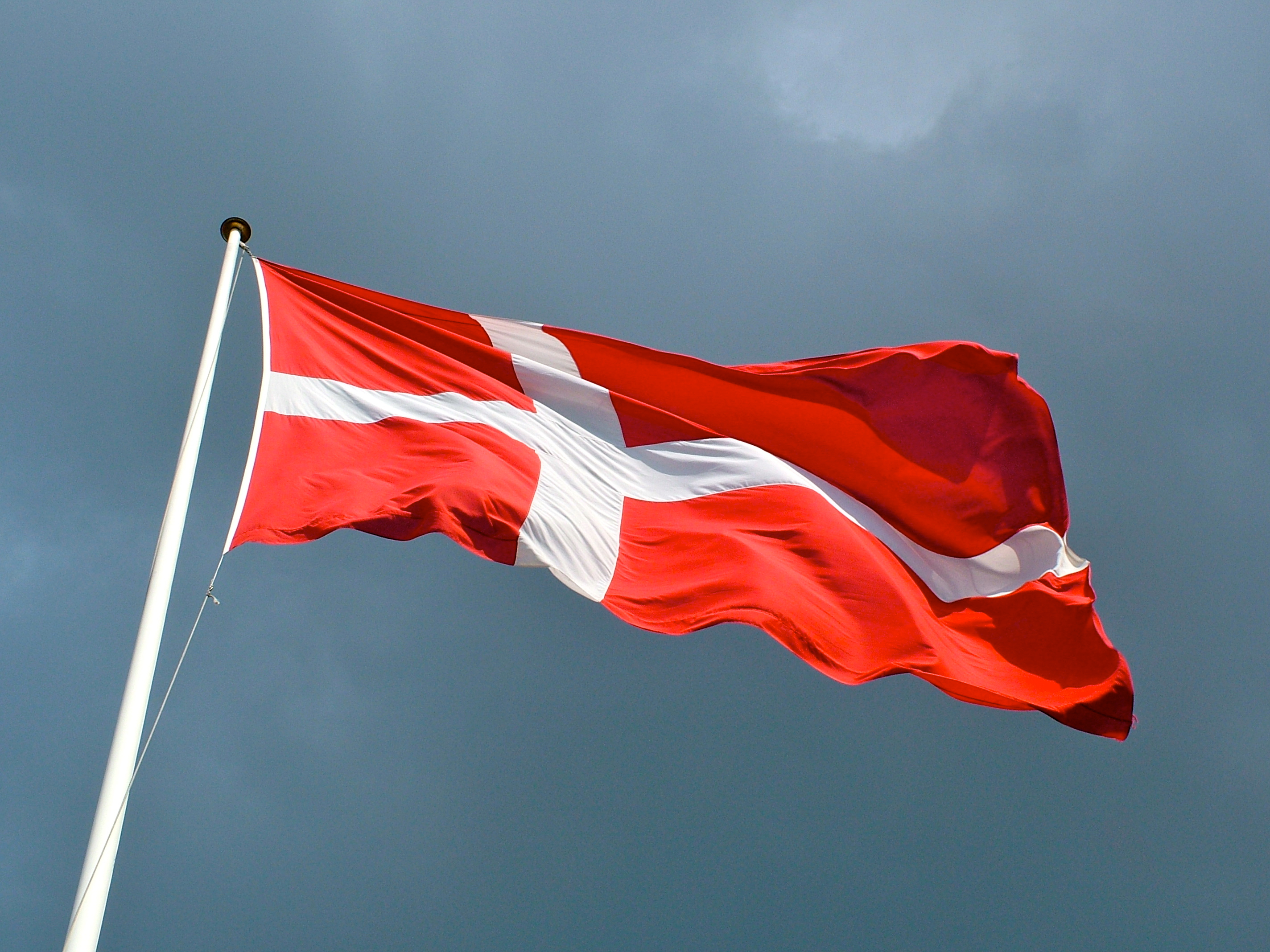
Fiel der Legende nach 1219 vom Himmel: der Dannebrog mit weißem Kreuz auf rotem Grund

Die Nationalflagge ging aus den Flaggen der Schiffe hervor, mit der einst deren Nationalität angezeigt wurde. Im späten 18. Jahrhundert etablierten sich diese Flaggen als nationales Symbol, das die Bürger eines Landes vertritt. Diese Entwicklung zur Nationalflagge wurde durch die Entstehung des bürgerlichen Nationalstaates eingeleitet, dessen Ursprünge die amerikanische und die französische Revolution waren.
Die Frage, welche Nationalflagge die älteste noch heute in Gebrauch befindliche ist, kann nicht einfach beantwortet werden. Die Antwort ist davon abhängig, wie man die Einführung definiert, sei es der einfache Gebrauch oder die offizielle Legitimation durch ein Gesetz oder eine Urkunde. Zumeist wird auf den Dannebrog, die Flagge Dänemarks, verwiesen. Der Legende nach soll sie am 15. Juni 1219 bei der Schlacht von Lyndanisse vom Himmel gefallen sein. Die älteste Abbildung der Flagge stammt aus dem 14. Jahrhundert. Offiziell angenommen wurde sie aber erst 1625 und zur Staatsflagge erst 1854 erklärt. Die Flagge Schwedens wurde 1569 erstmals als Flagge in der Schlacht verwendet, ab den 1620ern als Seekriegsflagge. 1663 wurde die Verwendung gesetzlich festgelegt. Die Flagge der Niederlande wird das erste Mal 1572 erwähnt, aber erst zwischen 1630 und 1660 wandelte sich der bis dahin orange Streifen in einen roten um.
Die Flagge Österreichs nimmt für sich ebenfalls in Anspruch, die älteste noch in Gebrauch stehende Flagge der Welt zu sein. Der Legende nach entstand die rot-weiß-rote Flagge 1191 nach der Eroberung von Akkon während des 3. Kreuzzuges. Die älteste Abbildung stammt aus dem Jahr 1230. Seit 1786 als Seekriegsflagge in Verwendung, wurde sie 1918 zur Nationalflagge Österreichs.

## Verschiedene Arten von Nationalflaggen nach ihrer Verwendung
Nationalflaggen können zu zivilen, staatlichen und militärischen Zwecken verwendet werden. Viele Staaten verwenden daher für diese verschiedenen Bereiche unterschiedliche Flaggen oder Abwandlungen der Grundform der Nationalflagge. Teilweise wird zusätzlich auch zwischen der Verwendung an Land und auf See unterschieden.
Die Nationalflagge für den zivilen Gebrauch nennt man bürgerliche Flagge. Von der englischen Bezeichnung Civil Flag leitet sich manchmal fälschlicherweise das Wort „Zivilflagge“ ab. Die bürgerliche Flagge ist in den meisten Fällen die bekannteste Form der Nationalflagge eines Landes. Whitney Smith bezeichnet als Nationalflagge sogar „heute mehr diejenige Flagge, die jedem Bürger einer Nation zu führen freisteht.“ Die Nationalflagge für staatliche Zwecke, wie sie zum Beispiel von Behörden verwendet wird, wird Dienstflagge genannt. Auch hier führt der englische Name State flag zur gelegentlichen deutschen Übersetzung „Staatsflagge“. Die Kriegsflagge ist die Nationalflagge für militärische Zwecke. Die bürgerliche Flagge zur See wird Handelsflagge genannt, die Kriegsflagge zur See auch Seekriegsflagge. Daneben gibt es gelegentlich auch eigene Versionen für verschiedene Behörden, wie zum Beispiel den Zoll oder die Post. Spanien verfügt außerdem über eine eigene Flagge für Yachten.
Meistens entstehen die verschiedenen Flaggentypen durch Hinzufügen des Staatswappens oder eines anderen nationalen Symbols. Einige Staaten ändern das Seitenverhältnis ihrer Flagge oder weichen von der meist üblichen rechteckigen Form ab, zum Beispiel mit einem Schwalbenschwanz. Dies kann auch praktische Gründe haben. So ist auf See der Wind oft stärker, so dass Flaggen schneller am Flugteil ausfransen. Durch Abschneiden der beschädigten Teile kann dann eine Flagge länger verwendet werden. Dies kann auch der Grund dafür sein, die eigentliche Nationalflagge nur in der Gösch einer ansonsten einfarbigen Flagge zu verwenden, wie zum Beispiel bei der britischen Red Ensign. Selten ist die Gestaltung völlig unterschiedlich zu den anderen Versionen einer Nationalflagge. Ein Beispiel dafür wäre die Nationalflagge Litauens, bei der sich die Dienstflagge zu Land deutlich von der eigentlichen Nationalflagge unterscheidet.
In der Flaggenkunde werden die verschiedenen Typen der Nationalflagge durch ein vexillologisches Symbol gekennzeichnet.

2:3  Bürgerliche Flagge Andorras
1:2  Handelsflagge des Vereinigten Königreichs (Red Ensign)
3:5  Dienstflagge Litauens zu Land
5:7  Dienstflagge Albaniens zu See

15:22  Kriegsflagge Boliviens zu Land
1:2  Seekriegsflagge Estlands
Postflagge Norwegens
Yachtflagge Spaniens

## Gestaltung und Bedeutung

7:10 Gescheiterter Vorschlag für die neue Nationalflagge des Irak, 2004

Mit der Nationalflagge werden oft Eigenschaften der Bevölkerung und des Landes, historische Verbindungen oder religiöse und politische Vorstellungen ausgedrückt. Manchmal wird bei historisch abgeleiteten Flaggen die Bedeutung der Flaggenelemente erst im Nachhinein festgelegt. Sie stellen Dasein, Gegenwart, Ursprung, Herrschaft, Besitzstand, Treue, Ruhm, Glauben, Ziele und Ansehen eines ganzen Staates dar. Ein Drittel der Nationalflaggen zeigt religiöse Symbole. Von 196 Nationalflaggen zeigen 31 christliche Symbole, 21 ein muslimisches und 12 Symbole anderer Religionen.
Die Symbolik ist daher auch oft Grund für Streit, wenn zum Beispiel im Zuge des Wechsels einer Regierungsform die Nationalflagge geändert wird. So etwa geschehen 1910 in Portugal, wo der Wechsel der Flagge nach Abschaffung der Monarchie in der Presse zu einem Flaggenkrieg stilisiert wurde, oder in Deutschland in der Weimarer Republik. Zwischen 2003 und 2006 wurde in Italien über die Farbtöne der Nationalflagge gestritten und im Irak herrscht seit dem Sturz Saddam Husseins Uneinigkeit über das Aussehen der neuen Nationalflagge. Heftig attackiert wurde der Vorschlag von 2004, weil er in den Augen vieler Einwohner der Flagge Israels zu ähnlich war.
Die beliebteste Farbe bei Nationalflaggen ist Rot, danach folgt Weiß und etwa die Hälfte aller Nationalflaggen hat einen blauen Bestandteil. Während in moderner Zeit die Grundfarben der Nationalflaggen bewusst aus symbolischen Gründen gewählt werden, leiten sich die Farben anderer Nationalflaggen oft vom Landeswappen ab, so bei der Flagge Polens oder Schwedens.
Nationalflaggen können auch die Verbundenheit der einzelnen Landesteile eines Staates darstellen – so in den Flaggen der USA, Malaysias oder im Union Jack, der Flagge des Vereinigten Königreichs – oder gar die Verbundenheit verschiedener Nationen zueinander symbolisieren. Deutlich zu erkennen ist dies bei den Panslawischen Farben, den skandinavischen Flaggen, den Panafrikanischen Farben, den Panarabischen Farben oder den Zentralamerikanischen Farben.

### Proportionen und Form
Die Grundform der Nationalflagge ist in den meisten Fällen ein Rechteck, dessen Proportionen aber sehr unterschiedlich sein können. Häufig sind 1:2 und 2:3, bei horizontalen Trikoloren auch 3:5. Das Seitenverhältnis kann von leicht höher als breit wie bei Nepal über quadratisch wie bei den Flaggen der Schweiz und der Vatikanstadt bis hin zu der relativ schmalen Flagge Katars mit 11:28 reichen – früher sogar bis ~1:3 wie bei der Flagge Irans. Die Massenproduktion und Nichtbeachtung dieser Vorgaben führte dazu, dass viele käufliche Flaggen ein Einheitsseitenverhältnis von 2:3 oder 1:2 haben. Nur ausnahmsweise sind Nationalflaggen nicht rechteckig: die Nationalflagge Nepals besteht als einzige der Welt aus zwei miteinander verbundenen Wimpeln anstatt aus einem Rechteck.

~ 11:9  Flagge Nepals
1:1  Schweizerfahne
1:1  Flagge der Vatikanstadt
11:28  Flagge Katars
~1:3  Flagge Irans (1925/33 bis 1964)

### Vorder- und Rückseite
Die Definition, welche Seite die Vorder- und welche die Rückseite ist, ist nicht einheitlich. Zwar sehen die meisten Staaten jene Seite als die vordere, die den Mast aus Sicht des Betrachters auf der linken Seite hat; viele arabische Länder sehen den Mast aber auf der rechten Seite, entsprechend der Leserichtung der arabischen Schrift. Dies wird bei Darstellungen durch ein vexillologisches Symbol gekennzeichnet (). Für die Rückseite gibt es ein eigenes Symbol ().
Vorder- und Rückseite sind in der Regel identisch, doch auch hier gibt es Ausnahmen. Die Flagge Paraguays zeigt vorn und hinten zwei verschiedene Siegel im Zentrum. Solche Besonderheiten lassen sich bei Flaggen aus der Massenproduktion nicht nachvollziehen. Die Flaggen werden bedruckt, sodass sich auf der Rückseite nur die Vorderseite seitenverkehrt zeigt. Das führt auch bei Flaggen, die zum Beispiel ein Wappen oder eine Beschriftung führen, wie zum Beispiel Saudi-Arabien, zu Problemen. Einige Staaten betonen, dass ihre Flagge auf der Rückseite nicht gespiegelt werden darf, andere entfernen unsymmetrische Symbole von der Rückseite. Die Flagge der Sowjetunion hatte nur auf der Vorderseite Hammer und Sichel, auf der Rückseite war sie nur rot. Die Flagge der Demokratischen Arabischen Republik Sahara (Westsahara) verwendet auf der Rückseite keinen Halbmond und Stern. Bei der Darstellung dieser Flagge ist zu beachten, dass der Mast sich hier an der rechten Seite der Flagge befinden würde und nicht an der linken. Unterschiedliche Vorder- und Rückseiten werden bei Darstellungen durch ein vexillologisches Symbol gekennzeichnet ().

Vorderseite der Flagge Paraguays
Rückseite der Flagge Paraguays
Vorderseite der Flagge der Sowjetunion
Rückseite der Flagge der Sowjetunion
Vorderseite der Flagge der Westsahara (der Mast ist rechts)
Rückseite der Flagge der Westsahara

## Gesetzliche Vorgaben zum Gebrauch

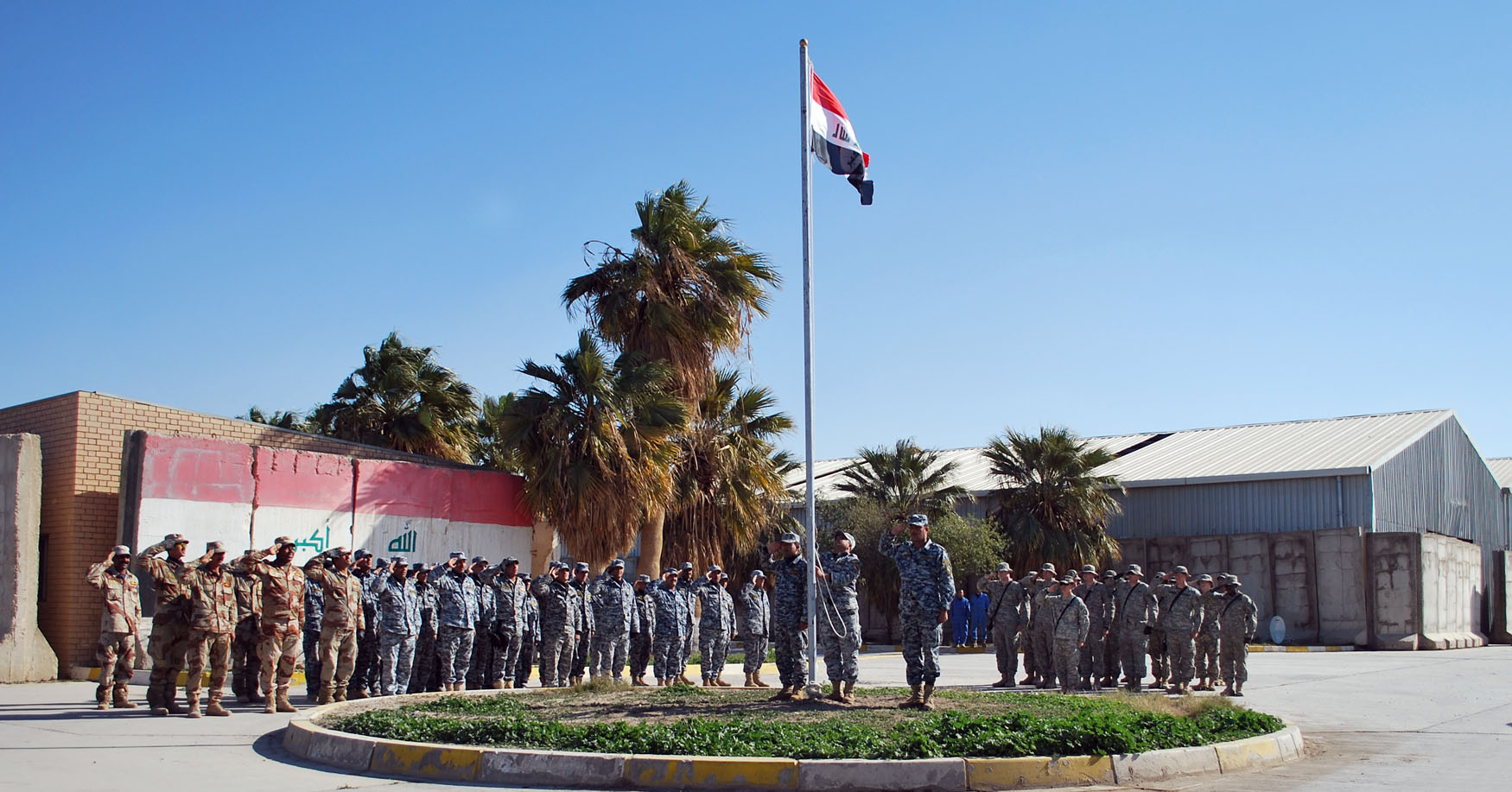
Flaggenappell im Irak

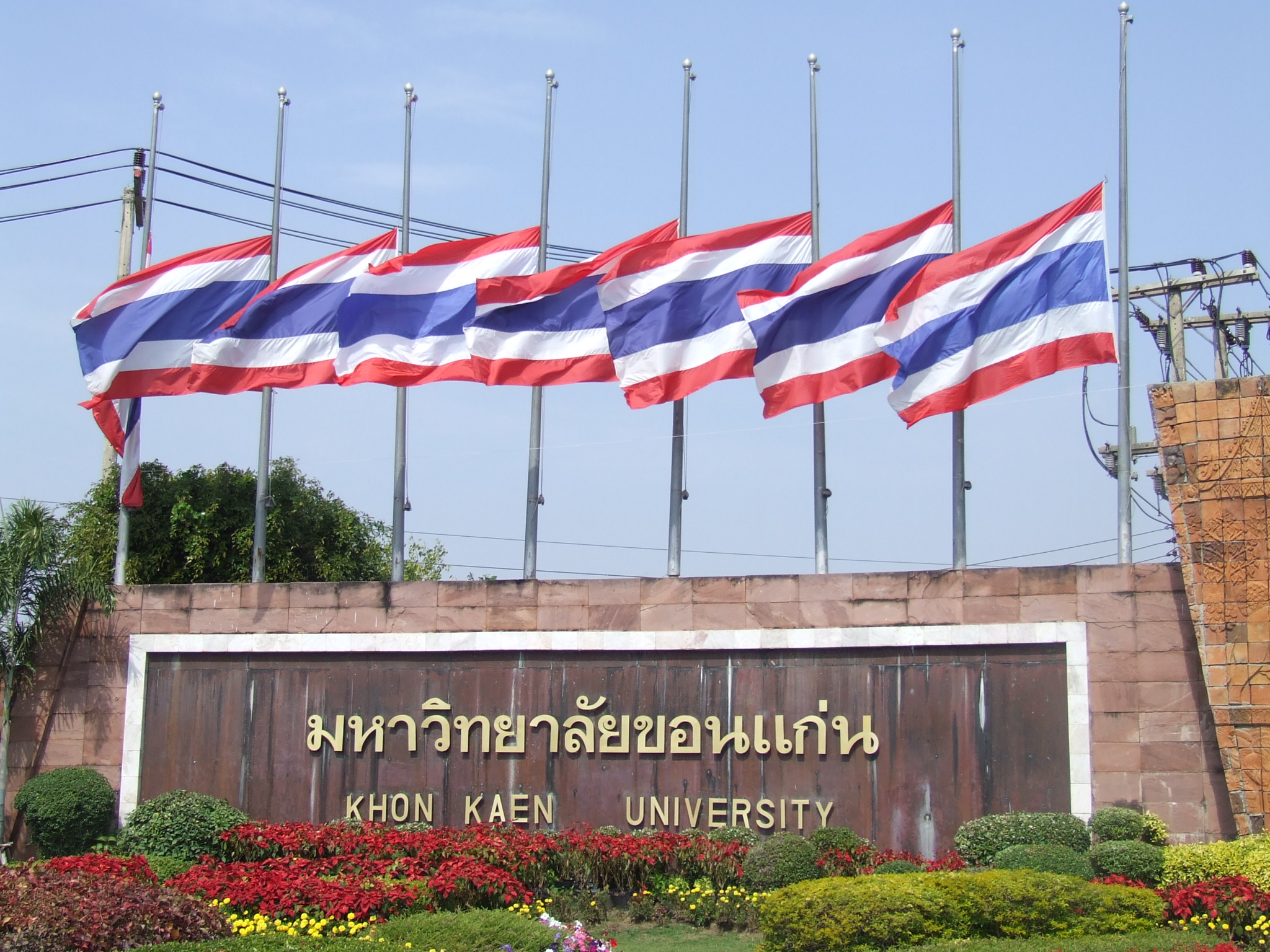
Flagge Thailands auf halbmast als Zeichen der Trauer

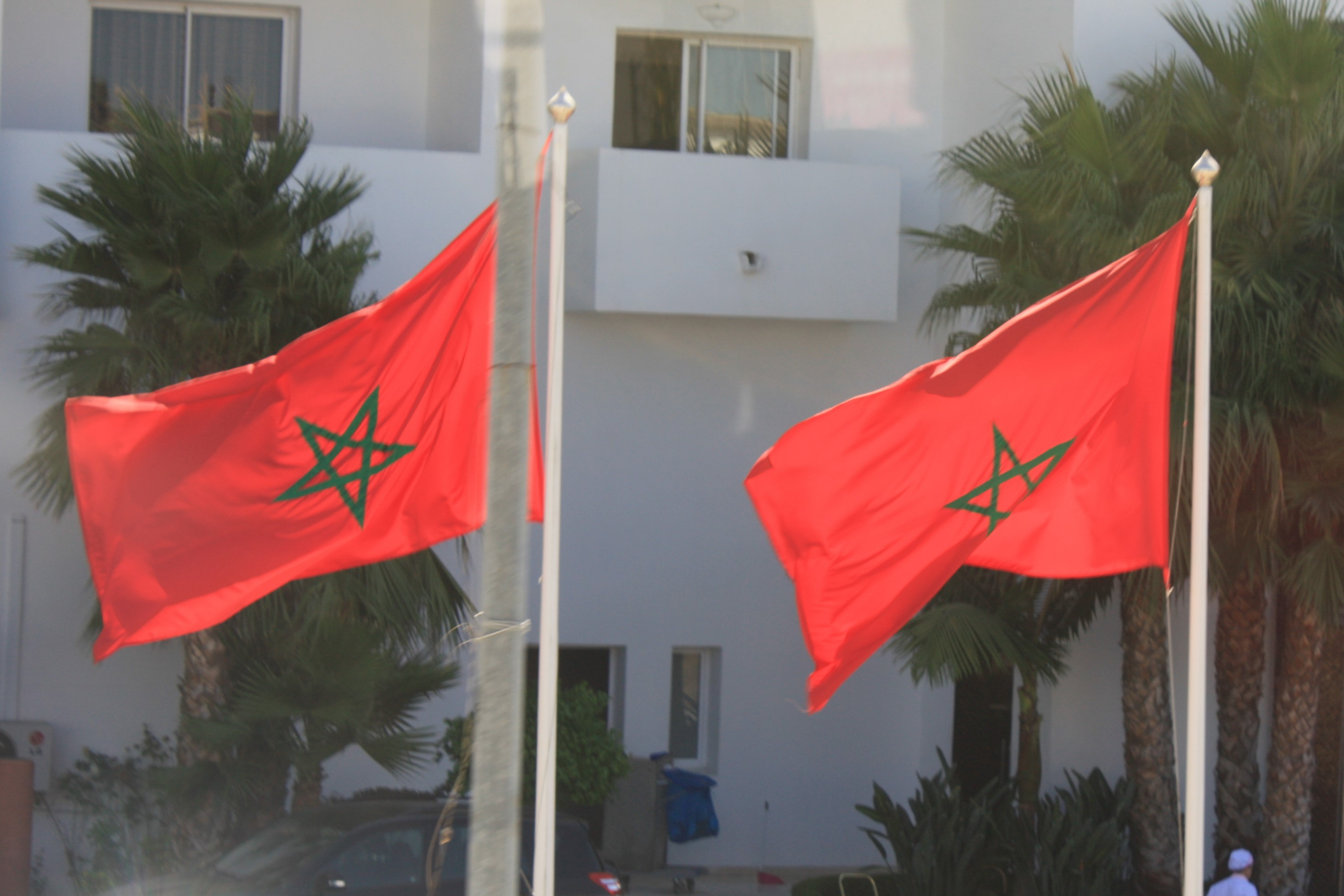
Nationalflaggen Marokkos in Tanger. Bei der linken Flagge sind Oben und Unten vertauscht.

Nationalflaggen werden als Symbol für Staaten sowohl positiv als auch negativ verwendet. Sowohl die Verbundenheit zu einer Nation kann mit ihnen ausgedrückt werden als auch deren Ablehnung durch Schmähung oder Schändung einer Flagge.
In den meisten Ländern ist daher die Nutzung und die Handhabe der Nationalflagge durch Verordnungen und Gesetze festgelegt. Diese geben vor, dass die Nationalflagge mit Respekt behandelt werden muss und nicht entwürdigt werden darf. So dürfen Nationalflaggen meistens nicht den Boden berühren oder unter andere Flaggen gesetzt werden. Manche Länder erlauben das Setzen der Nationalflagge nur bei Tageslicht oder wenn die Flagge auch nachts beleuchtet wird. Genaue Regeln existieren oft auch, an welchen Orten, in welchem Verhältnis zu anderen Flaggen die Nationalflagge gesetzt werden darf und auch wann sie so weit abgenutzt ist, dass sie ersetzt werden muss.
Besonders zu nationalen Gedenktagen wird die Nationalflagge an öffentlichen Gebäuden und, wenn erlaubt, auch an privaten Häusern gehisst. In Peru und Lettland sind dazu alle Bürger am Nationalfeiertag sogar gesetzlich verpflichtet, wogegen in Saudi-Arabien die Verwendung der Nationalflagge nur dem Staat vorbehalten ist und die Bürger sie privat nicht nutzen dürfen. Gleiches galt bis 2002 auch für Indien. In Deutschland darf die Bundesdienstflagge (mit dem Bundesschild) nicht privat benutzt werden. Erlaubt ist hingegen die Verwendung der bürgerlichen Flagge (Bundesflagge), des einfachen Schwarz-Rot-Gold. Toleriert wird die Verwendung einer Flagge mit dem Bundeswappen, das dem Bundesschild ähnlich sieht, aber ihm wegen einer anderen Zeichnung des Adlers nicht gleicht; unzulässig ist dagegen die Verwendung des Bundeswappens allein, also ohne Flagge (das Bundeswappen ist beispielsweise auf den Amtsschildern am Eingang von Bundesbehörden zu sehen). Einschränkungen gibt es auch für Abbildungen der Flagge auf Kleidungsstücken. In der Türkei war dies lange Zeit komplett verboten, in Brasilien dürfen nur Kleidungsstücke oberhalb des Gürtels mit der Nationalflagge verziert werden.
Staatstrauer wird in den meisten Ländern durch das Setzen der Nationalflagge auf halbmast ausgedrückt. In Saudi-Arabien, dem Irak und in Iran, wo auf der Nationalflagge das islamische Glaubensbekenntnis geschrieben ist, ist dies jedoch verboten. In Spanien und anderen Ländern wird auf die Flagge als Trauerzeichen eine schwarze Schleife geheftet. Bedeckt man mit einer Nationalflagge einen Sarg, muss sie beim Herablassen des Sargs in das Grab hochgehoben werden, um nicht mit ins Grab zu sinken.
Das Setzen einer Nationalflagge mit der Unterseite nach oben signalisiert in einigen Ländern eine akute Bedrohung oder Gefahr. Andererseits kann man es auch als Abwertung des Landes verstehen. Oft dient das Auf-den-Kopf-Setzen daher als Protest. Meist geschieht es aber auch aus Unwissenheit der richtigen Reihenfolge, so bei horizontalen Trikoloren, wie bei der deutschen oder der niederländischen Flagge. Allein die Flagge der Philippinen darf verkehrt herum gehisst werden, als Symbol für Kriegszeiten. Hängt man eine Flagge vertikal auf, so wird die obere Seite der Flagge aus Sicht des Betrachters nach links aufgehängt, so dass dem Betrachter die Rückseite der Flagge gezeigt wird. Es gibt aber auch speziell für solche Verwendungen angefertigte Flaggen, bei denen zum Beispiel auch ein enthaltenes Wappen um 90 Grad gedreht wurde; aber nur selten haben sie einen offiziellen Charakter.
Nach dem Flaggengesetz der Vereinigten Staaten muss eine Nationalflagge, die abgenutzt ist, würdevoll verbrannt werden. Ein Verbrennen der Nationalflagge als Protest wird als ungebührlich empfunden; der Oberste Gerichtshof hat es den Einzelstaaten jedoch verboten, das provokative Verbrennen als Straftat zu ahnden. Andere Länder verbieten Flaggenverbrennungen durchaus: In  Deutschland steht das Verächtlichmachen der nationalen Symbole unter Strafe. In Argentinien dürfen Nationalflaggen nicht gewaschen werden, weil sonst das „Blut der Helden des Vaterlandes“ herausgewaschen werden würde. Kann man eine Flagge nicht mehr verwenden, muss sie ehrenvoll vergraben werden.

Flagge der Philippinen in Kriegszeiten
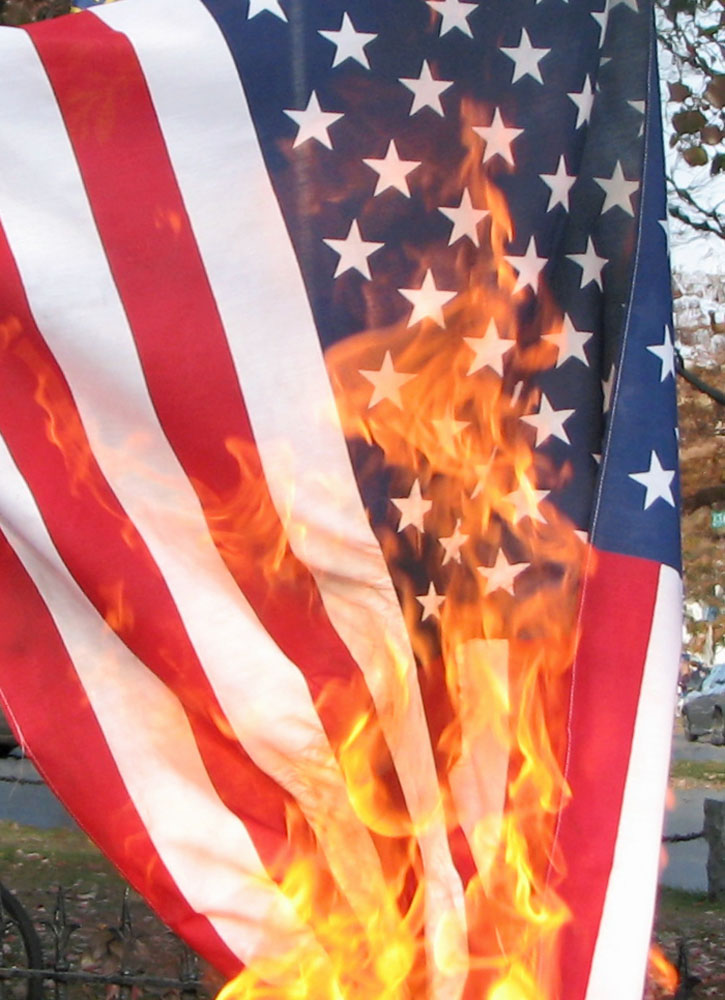
Verbrennen einer US-amerikanischen Flagge
In Deutschland geduldete Flagge mit dem Bundeswappen
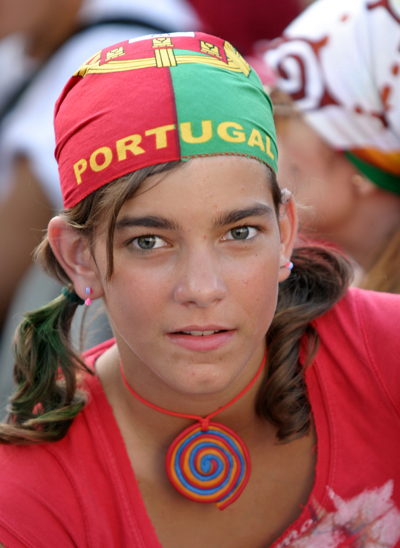
Nicht überall erlaubt: Flaggen als Kleidungsstück. Hier die Flagge Portugals als Kopftuch

## Belege

### Hauptbelege
- W. Smith, O. Neubecker: Wappen und Flaggen aller Nationen. Battenberg Verlag, München 1981, ISBN 3-87045-183-1.
- J. Louda: Flaggen und Wappen der Welt von A–Z, Bertelsmann Lexikon-Verlag, Gütersloh 1972, ISBN 3-570-06758-0.
- Peter Häberle: Nationalflaggen: Bürgerdemokratische Identitätselemente und internationale Erkennungssymbole. Duncker&Humblot, Berlin 2008, ISBN 978-3-428-12802-0.